# Marzas

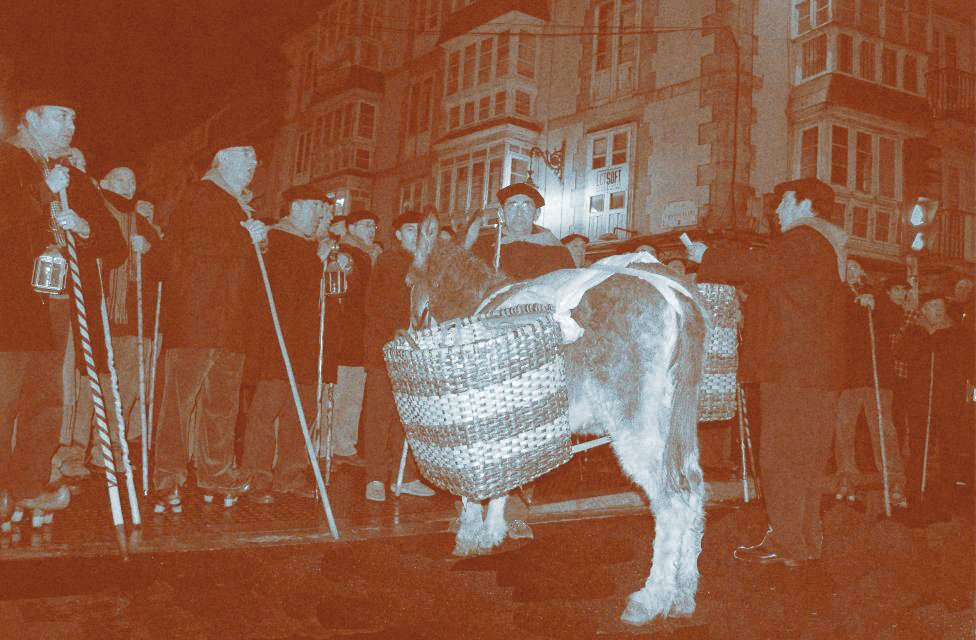
La Ronda Marcera de Torrelavega cantando las marzas en la fuente de Cuatro Caños.

Marzas es el nombre que reciben los cantos con los que se recibe al mes de marzo, conmemorando así la llegada de la primavera. Se cantan el último día de febrero o el primero de marzo en numerosas localidades ubicadas en la zona del norte de España, especialmente en Cantabria, así como, en menor medida, en Asturias, Burgos, León, Palencia, Salamanca, Soria, Valladolid y Vizcaya.

## Orígenes
- La mayoría de los pueblos ibéricos de la antigüedad se regían por el calendario lunar en el que el inicio del año era el 1 de marzo. Ese día se escenificaba un ritual al que se le llamaba Noche de Marzas con el que se conmemoraba el nacimiento de la vida, el inicio del año y la finalización del invierno. Así el año comenzaba con la Primera-Bera o, lo que es lo mismo, con la primera luna de marzo. Posteriormente Julio César modificó el calendario lunar ibérico, trasladando el inicio del año al 1 de enero. Pero los cántabros pusieron gran resistencia a todo lo que proviniera del pueblo dominador, y conservaron el 1 de marzo para mantener su ritual. Con el tiempo estas tradiciones fueron adaptadas por el mundo eclesiástico trasladando el ritual al 1 de enero y día de Reyes. De ahí que algunos lugares se encuentren las marzas de Reyes. Pero, sin duda, el origen de las Marzas fue pagano y consistía en dar la bienvenida a la primavera con todo lo que conlleva para la agricultura y subsistencia de vida, dejando atrás el duro invierno.[cita requerida]
- El origen de las Marzas, puede guardar relación con el comienzo del año Romano. Para el investigador Caro Baroja  “los mozos son los descendientes de los que en otra época salieron con motivo del comienzo del año o “Kalendae Martiae” cantando las llamadas “martiae”, que anunciaban la venida del primer mes del año dedicado a un dios de la agricultura, después de los meses purificatorios”.
- Se cantaban y aún se cantan en numerosas provincias del Norte de España (Asturias, Cantabria, Castilla y León y País Vasco).
- La primera referencia escrita de la palabra MARZAS la encontramos en 1847 para significar una costumbre que en el "Diccionario geográfico estadístico histórico de España" de Pascual Madoz se describe como una feria celebrada en San Verísimo de Celanova (Orense), el día de San Rosendo o 1º de marzo.
- En Cantabria ya en 1864 el escritor, D. José María de Pereda incluyó en su obra "Escenas Montañesas" un relato de marzas (en este caso de Navidad).
- En el año 1910 aparece por vez primera la palabra marza, en un diccionario de la lengua española, que daba dos acepciones de la misma:

a) copla que en la Nochebuena, en el Año Nuevo y en la de los Santos Reyes, van cantando por las casas de las aldeas, por lo común en la corralada, unos cuantos mozos solteros.
b) obsequio de manteca, morcilla, etc., que se da en cada casa a los marzantes para cantar o para rezar.
- Posteriormente, en el año 1925, el Diccionario de la Lengua Española, definía las marzas de la siguiente manera: “marzas (de marzo), f. pl. Coplas que los mozos santanderinos (cántabros) van cantando de noche por las casas de las aldeas, en alabanza de la primavera, de los dueños de la casa, etc. Obsequio de manteca, morcilla. Etc., que se da en cada casa a los marzantes".
- Además se encuentran emparentadas con otras tradiciones como el canto de las coplas en la víspera de Santa Águeda en el País Vasco.
- En 1955 D. Sixto Córdova y Oña en su tomo IV del "Cancionero popular de la provincia de Santander" escribe, en cuanto al origen de la música de las marzas que quizás las marzas todas de nuestra provincia fueron inspiradas por la melodía musical que oí en 1878 en el famoso Cumbrales, donde nació y vivió don José María de Pereda. Polanco era entonces un pueblo robusto de cuerpo y alma, religioso y noble; muy sobrio, aunque era rico por su labranza, sus montes a la sazón bien poblados, su ría y su honroso amor al trabajo. Por eso los de Polanco cantaban, como escribe Pereda, "siempre y en todas partes"

## Quiénes las cantaban
Los grupos marceros estaban compuestos por varones, ya que la ley y la costumbre de las marzas no consienten más que a mozos solteros", por ser este "un derecho indiscutido de todo mozo soltero" (a excepción de las Pascuas de Resurrección, en las que suelen intervenir cuadrillas mixtas de mozos y mozas). Estos grupos están formados por cuadrillas o comparsas que reciben los nombres de marzantes, marceros o pasqueros (cuando salen por Pascua). A veces estas cuadrillas de marceros, si los mozos tenían conflicto entre ellos y no salían a rondar, eran sustituidas por comparsas de hombres casados.
Internamente la cuadrilla de marzantes se encontraba conformada por el presidente, mozo viejo, regidor, caporal o amo (mozo soltero de más edad), que tenía la máxima autoridad dentro del grupo; los quintos del año; un conjunto homogéneo de varios mozos de edades similares, de un mismo ámbito intracomunitario e igual estatus social; y aquel o aquellos jóvenes que ese año entraban a mozos y marceaban por vez primera, una vez cumplidos los quince o dieciséis años, una vez pagada la patente, la cuota o los derechos: pago en metálico o en cántaras de vino, que daba al novicio el derecho a marcear y poder echarse novia, a partir de entonces.
El dao, las dádivas o limosnas que se entregaban en metálico, solían ser custodiadas por el tesorero, el cajero o el mozo viejo que hacía también las veces de bolsero, así denominado por la bolsa ("el cepo") en la que metía el dinero (en algunas cuadrillas esta función la desempeñaba otro de los mozos mayores) y que, una vez finalizadas las marzas, rendía cuentas, ante el colectivo, de los dineros obtenidos, al igual que el cestero debía recontar en público los alimentos recaudados y llevarlos a la taberna o a la casa, donde se organizaba la comida, Algunas rondas de marzantes, según los lugares y el tiempo, empleaban instrumentos musicales (aunque la costumbre más generalizada ha sido cantar las marzas sin acompañamiento instrumental), tales como: panderetas, carracas, pitos y acordeón, en las marzas de Navidad, Año Nuevo y Reyes, berronas o berras, bígaros y campanos, como sucedía en las marzas rutonas.
Las sobremarzas: comida, merienda o cena festiva, se celebraban "el domingo de comer las marzas" o domingo siguiente al día en que se pedían. A la cena, que, según el lugar, convocaban a toque de campana, estaban invitados los niños del pueblo y las mozas; o más exactamente, aquellas mozas en cuyas casas se había cumplido" con los marzantes. En algunas aldeas acudían como invitados, el alcalde, el maestro, el cura, y “los mozos que se hayan casado desde las últimas marzas en adelante”; en ciertos pueblos, también asistía "un matrimonio de respeto”. Para la ocasión se encargaban, dependiendo del número de asistentes, uno o varios corderos; de manera que a nadie le faltara un buen trozo de carne en su plato.
Finalizada la comida, el mozo viejo depositario del dinero, hacía un último recuento público del mismo, rindiendo cuentas, colocándolo encima de la mesa. Se calculaban los gastos habidos y, una vez separada la limosna para la iglesia, se establecía la diferencia entre lo recaudado y lo gastado. Si existía déficit, se completaba mediante la aportación igualitaria de los marceros, y si sobraba, pasaba a engrosar las arcas de la Sociedad de Mozos, para su empleo en otras ocasiones.
Hoy en día, en la mayor parte de los lugares donde la ronda de marzas ha tenido algunos años de ausencia, se han retomado introduciendo en el grupo a las mujeres, pues ya de cara al siglo XXI donde hombres y mujeres tienen el reto de caminar juntos, transformando y dinamizando su propio entorno, donde los sesgos por sexo, en lo social y laboral, van desapareciendo, no ha lugar a que en el ritual de dar la bienvenida a la primavera solo participen varones. Las marzas, desde luego, lo que no fueron en su origen, aunque en el devenir de los tiempos alguno parece así considerarlo, es un ritual de cortejo.[cita requerida]
En numerosas localidades de Cantabria esta tradición ha sido recuperada, pues durante años desapareció la ronda a excepción de la zona de Campoo, que ha tenido mayor continuidad, y la mantenida por algunos coros que las cantaban en algún escenario concreto a varias voces, posteriormente se han retomado las marzas de calle por diferentes asociaciones, que hacen una ronda de representación de marzas.[cita requerida]
La tradición marcera se sustentaba en la ronda, el ir cantando las diversas canciones de "marzas", de casa en casa, por vecinos reunidos para la ocasión y cantadas a una sola voz y sin instrumento alguno.

## Variedades
Es difícil hacer una división de las marzas en función sus diferentes variables, ya que en cada valle y aún en cada pueblo tienen las marzas distintos modos, títulos, melodías y letras, encontramos, en una primera instancia, las marzas con zarramacos, zamarrones o zarramasqueros (personajes disfrazados y, en ocasiones, enmascarados), de las que son un ejemplo las del valle de Soba y las marzas ordinarias (sin elementos disfrazados), que son la casi totalidad. Una segunda instancia, abarcaría la totalidad del fenómeno marcero, estructurado con arreglo a tres ejes fundamentales:
- Por el tiempo de celebración: Pascuas de Navidad, Pascuas de Año Nuevo y de Reyes, marzas marceras (última noche de febrero y primeros días de marzo), marzas de Cuaresma y Pascuas de Resurrección.
- Por su conformación: marzas cortas, si sólo se cantan las coplas marceras y marzas largas si se añaden los Mandamientos, las Obras de Misericordia o los Sacramentos de Amor, cuando se canta en la casa del cura, si los vecinos han sido espléndidos o si hay una moza en edad de casarse, a la que se pretende elogiar o cortejar.
- Por el contenido de las coplas respecto al vecino destinatario: galanas o floridas, si responden a un recibimiento hospitalario y solidario, y rutonas si pretenden satirizar y censurar la tacañería, el engaño y la actitud insolidaria con la que, en algunas casas, se solía acoger la presencia de los marzantes.

La profesora Emma María Blanco Ruíz, en su libro " Marzas, tradición viva en Polanco" (2015: 20), haciendo referencia al etnógrafo Demetrio Duque y Merino en su libro "Tonadas de ronda y cantos romeros"(1901) dice que quede claro que las auténticas marzas sólo se cantan y piden en las primeras horas de la última noche de febrero (1901:124)
Marza rutona
Pereda ya aporta un ejemplo de la misma y Demetrio Duque y Merino en su obra "Algo de Marzas" ganador en 1.892 del premio al cuarto tema, Cuadro de Costumbres Montañesas. Alude en dicho relato, a la marza rutona, cuando escribe: "los dueños... que... no daban" se exponían a "que los marceros les acusasen de roñosos y se lo dijeran cantando".
Pero dicha marza se cantaba, no a los que no daban nada, porque nada tenían, sino a aquellos que no tiraban nada, que ni tan siquiera comían un huevo frito porque les obligaba a tirar la cáscara.

## Municipios y localidades

### Asturias
- Aller, Cabrales, Cangas, Ponga, Sobrescobio, Somiedo

### Cantabria
- Ampuero, Arenas de Iguña, Bárcena Mayor, Bárcena de Pie de Concha, Cabezón de la Sal, Camargo, Carriazo, Cartes (Cartes, Cohicillos, Mercadal, Mijarojos, Santiago, Riocorvo), Castanedo, Colindres, Cuchía, El Astillero, Galizano, Hazas de Cesto (Hazas de Cesto, Beranga y Praves), Hinojedo, Laredo, Liendo, Los Corrales de Buelna, Marina de Cudeyo ( Pontejos, Gajano, Rubayo, Elechas, Pedreña, Setién, Agüero y Orejo) , Matienzo, Meruelo, Miengo, Molledo, Noja, Piélagos (Renedo, Quijano  Vioño), Polanco, Potes, Reinosa, Requejada, Requejo, varios pueblos de Reocín, Ruente, San Felices de Buelna, San Mateo, Santander, Santa María de Cayón (Esles, Lloreda, Totero, Argomilla, San Román, Santa María, La Abadilla, La Encina, La Penilla y Sarón), Santillana del Mar, Santoña, Selaya, Soba, Suances, Tanos, Torrelavega, varios pueblos de Valderredible, casi todos los pueblos de Valle de Cabuérniga, de Campoo y en innumerables colegios e institutos de Cantabria.

### Castilla y León

#### Burgos
- Arlanza:  Castroceniza, Cebrecos,  Cilleruelo de Abajo, Ciruelos de Cervera, Contreras, Espinosa de Cervera, Fontioso, Hortezuelos, Lerma,  Mecerreyes,  Pineda Trasmonte,  Pinilla Trasmonte, Retuerta,  Santa María del Mercadillo, Puentedura, Quintanilla del Agua, Quintanilla de la Mata,  Salas de los Infantes, Santa Inés, Peñacoba, Santo Domingo de Silos, Tordueles  y, Villalmanzo.
- Ribera del Duero y Valle del Esgueva: Aranda de Duero, Arandilla, Bahabón de Esgueva, Baños de Valdearados, Brazacorta, Cabañes de Esgueva, Caleruega, Coruña del Conde, Hontoria de Valdearados,, Oquillas, Peñalba de Castro, Pinillos de Esgueva, Sinovas, Santibáñez de Esgueva, Santa María del Mercadillo, Terradillos de Esgueva, Torresandino, Tubilla del Lago, Valdeande, Villalbilla de Gumiel,  Villanueva de Gumiel, y Villatuelda.

- Sierra de la Demanda: Arauzo de Miel, Arauzo de Salce, Arauzo de Torre, Barbadillo del Mercado, Belorado, Canicosa de la Sierra, Cebrecos,  Coruña del Conde, Doña Santos, Hinojar del Rey, Huerta de Rey, Mamolar, Pinilla de los Barruecos, Quintanarraya, Rabanera del Pinar, La Revilla y  Salas de los Infantes.
- Otros: Cubillo del Campo, Fuenteodra,[1] Hormaza, Miranda de Ebro, La Revilla y  Valle de Santibáñez.

#### León
- León capital.
- Comarca de Rueda del Almirante.

#### Palencia
- Aguilar de Campoo,  Cabria, Brañosera, Cobos de Cerrato,[2] Fresno del Río y Villanueva de Henares.

#### Salamanca
- Hinojosa de Duero.[3]

#### Soria
- Espeja de San Marcelino y Espejón.

#### Valladolid
- Valladolid.

### País Vasco

#### Vizcaya
- Carranza y Lanestosa.

## Letras
| Marzo florido. San Mateo (Cantabria). De casa salimos con mucha prudencia, (bis) a cantar las Marzas si nos dan licencia. (bis) A cantar las Marzas vienen los marceros, (bis segundas voces) como las cantaban sus padres y abuelos. (bis segundas voces) A cantar la Marzas vienen los del pueblo. (bis todos a una voz) A esta casa saludamos con alegría y sumiso. Vamos a cantar las marzas si ustedes nos dan permiso. Buenas noches caballeros, vamos a cantar la Marzas Las Marzas son... Venimos a cantar Marzas, es estilo que tenemos de nuestros antepasados y no queremos perderlo. Buenas noches caballeros, vamos a cantar la Marzas Las Marzas son... (dúo) Marzo florido qué bonito entras, (bis) (coro) regando los campos con tus flores bellas, (bis) (dúo) y los pajaritos en las arboledas, (bis) (coro) cantando disfrutan lo que ellos desean. (bis) A los de esta casa solo les queremos, (bis) dichas y alegrías y también dinero. (bis) Adiós hasta el otro año, hasta el año venidero, que si Dios nos da salud, a cantarlas volveremos. (todos) Marzo florido qué bonito entras. (bis) | Viejos marceros. San Mateo (Cantabria) Somos viejos marceros que con prudencia vecino amado, venimos a tu puerta cantando marzas con mucho agrado. Venimos visitando los habitantes de todo el pueblo, estas viejas costumbres nos las dejaron nuestros abuelos. (Estribillo) A cantar con amor los marceros llaman a tu puerta, a cantar con amor. Recogemos duros y pesetas, chorizos y huevos tocino y jamón. Viene marzo florido cubre los campos de bellas flores y las chicas bonitas sacan los tiestos a los balcones. Los pájaros alegres cantan y anidan en la enramada, ya se marchan los lobos, los malos vientos y las nevadas. Estribillo Viene marzo florido cubre los campos de flores bellas y las chicas bonitas visten los trajes de primavera. Ya se cubren los campos con ese manto de verde gala, ya se van los pastores con sus rebaños a la majada. Estribillo MARZAS DE Polanco (Cantabria) ( A cantar las marzas) A cantar las marzas, vienen los del pueblo, cómo las cantaban, sus padres y abuelos. A cantar las marzas, vienen los del pueblo. No es descortesía, ni es desobediencia, ni es desobediencia en casa de nobles cantar sin licencia. Si estas nos conceden cantar cantaremos con mucha prudencia las marzas diremos. Escuchen y atiendan, nobles caballeros, nobles caballeros, oirán las marzas compuestas de nuevo que a cantarlas vienen los lindos marceros, los lindos marceros en primera edad y en sus años tiernos. A lo que venimos, por no ser molestos, por no ser molestos, no es a traer y así llevaremos de lo que nos dieren, torreznos y huevos, nueces y castañas y también dinero. Adiós, hasta el otro año, hasta el año venidero, que si Dios nos da salud, a cantarlas volveremos. Marzo, florido, que bonito entras, que bonito entras. Las marzas. Ruente (Cantabria) Buenas noches nos dé Dios, buenas noches nos de el cielo, (Bis) a pedir las marzas vienen los marceros de este pueblo (Bis). no venimos con orgullo, venimos con humildad (bis) que tenemos una apuesta, y la queremos ganar (bis) y venimos donde ustedes, que nos saquen de este anhelo (bis) que nos den unos chorizos, y una docena de huevos (bis) unas mantequillas frescas, también las recibiremos (bis) un celemín de castañas, para irnos entreteniendo (bis) y si nos van a dar algo, dénnoslo cuanto primero (bis) que tenemos mucha prisa, para recorrer el pueblo. (bis) Quédense con Dios señores, hasta el año venidero, que si Dios nos da salud, a pedirlas volveremos, y si no somos nosotros, otros vendrán de relevo. |

Marzas de Brañosera:
"Ni es descortesia, ni es desobeciencia, ni es desobediencia /
En casa de nobles cantar sin licencia, cantar sin licencia /
Si nos dan licencia señor cantaremos, señor cantaremos /
Con mucha paciencia las marzas diremos, las marzas diremos /
Marzo florido seas bienvenido, seas bienvenido /
Con el muchu pan, con el pocu vinu, con el pocu vinu /
Traemos un burru cargado de aceite, cargado de aceite /
Pa' freír los huevos que nos de la gente, que nos de la gente /
Marzo florido seas bienvenido, seas bienvenido.."
| Marzas de Villatuelda (Burgos) "Pa" cantar las marzas licencia tenemos, (bis) del Señor Alcalde vecino del pueblo. (bis) Si las cantaremos o las dejaremos. (bis) De mi parte digo: ¡Seguid compañeros! (bis) Esta noche entra marzo de media noche "pa bajo". (bis) Esta noche entra también el bendito San Rosendo, (bis) que nos libre y nos defienda de las llamas del Infierno. (bis) Y también entra esta noche el Santo Ángel de la Guarda, (bis) que nos libre y nos defienda y nos favorezca el alma. (bis) Tras de marzo viene abril, con las flores relucir. (bis) Tras de abril entrará mayo, con las flores relumbrando. (bis) Tras de mayo entrará junio, con las hoces en el puño. (bis) Tras de junio entrará julio, segando muy a menudo. (bis) Tras de julio entrará agosto, el que lo arrebata todo. (bis) | Tras de agosto entra septiembre, ¡oh qué lindo mes es éste!, (bis) que se coge pan y vino, pan y vino para siempre. (bis) si para siempre durara, pan y vino no faltara; (bis) si para siempre durase, pan y vino no faltase. (bis) En esta calle en que estamos, hay un señor que es muy bueno; (bis) que tiene tierras y viñas y también tiene dinero. (bis) Esta noche las mujeres se pondrán camisa limpia; (bis) nos darán un huevecito de la gallinita pinta. (bis) Esta noche las mujeres se pondrán camisa blanca; (bis) nos darán un huevecito de la gallina que canta, (bis) de la que está junto al gallo, de la más recolorada. (bis) Chorizos y huevos es lo que buscamos. (bis) Y una pesetilla "pa" echarnos un trago. (bis) Y con esto, la, la, la, y con esto adiós, adiós. (bis) |

Marzas de Rabanera del Pinar:
Para cantar las marzas,/licencia pedimos,/licencia pedimos,/si las cantamos/ o las dejamos./ Esta noche ha entrado marzo./ De la media noche abajo... / nos dará un huevecillo / de la gallina pinta,/ de la más coloradita,/ la que duerme con el gallo;/nos dará el huevecito / y a la mañana otros cuatro.